# Коряжный
Коряжный — посёлок в Брединском районе Челябинской области России. Входит в Наследницкое сельское поселение.
Поселок основан в 1920 году на месте хутора Коряженского (Корягина).

## География
Расположен в центральной части района, недалеко от границы с Оренбургской областью, на берегу реки Коряжный Дол. На западной окраине проходит Южно-Уральская железная дорога (участок Карталы — Орск Уральского хода). Расстояние до районного центра  посёлка Бреды 23 км.

## Население
| 2002 | 2010 |
| ---- | ---- |
| 199  | ↘142 |

(в 1926 — 161, в 1937 — 180, в 1995 — 210)

## Улицы
- Новостройки,
- Целинная,
- Центральная.

## Инфраструктура
- Фельдшерско-акушерский пункт.